# Kangassaaret
Kangassaaret är en ö i Finland. Den ligger i sjön Konnivesi och i kommunen Itis i den ekonomiska regionen  Kouvola ekonomiska region  och landskapet Kymmenedalen, i den södra delen av landet, 130 km nordost om huvudstaden Helsingfors. Öns area är 13,7 hektar och dess största längd är 0,7 kilometer i sydväst-nordöstlig riktning.